# Wilhelm Weber (Politiker, 1906)
Wilhelm Weber (* 11. September 1906 in Alfter, Kreis Bonn; † 27. September 1990) war ein deutscher Politiker der SPD.

## Leben
Wilhelm Weber begann nach dem Abitur das Jurastudium an der Universität Bonn. Ab 1931 war er Referendar und ab 1935 Assessor. 1936 wurde er als Zweigstellenleiter einer Siedlungsgesellschaft tätig. Von 1940 bis 1945 war er Soldat. 
Wilhelm Weber war ab 1946 Mitglied der SPD. 1949 wurde er Anwaltsassessor. Ab 1950 praktizierte er als Rechtsanwalt. Er war von 1953 bis 1960 Kreisvorsitzender der SPD Bonn-Stadt und Bonn-Land. In Alfter war er von 1948 bis 1958 Gemeindevertreter. Er wirkte als Amtsvertreter des Amtes Duisdorf und von 1950 bis 1956 als stellvertretender Amtsbürgermeister. Ab 1948 war Weber Mitglied des Kreistages Bonn und ab Januar 1955 fungierte er als stellvertretender Landrat. 1952 wurde er Mitglied der Gewerkschaft Öffentliche Dienste, Transport und Verkehr.
Wilhelm Weber war vom 21. Juli 1958 bis zum 23. Juli 1966 Mitglied des 4. und 5. Landtages von Nordrhein-Westfalen, in den er jeweils über die Landesliste einzog.